# Dissimactebia
Actebia là một chi bướm đêm thuộc họ Noctuidae.